# Кубок володарів кубків 1990—1991
Кубок володарів кубків 1990–1991 — 31-ий розіграш Кубка володарів кубків УЄФА, європейського клубного турніру для переможців національних кубків.
Переможцем турніру став англійський «Манчестер Юнайтед», у фіналі манкуніанці здолали опір іспанської «Барселони». Цікаво, що англійські клуби брали участь у єврокубках вперше після п'ятирічної дискваліфікації, спричиненої трагедією на «Ейзелі» і відразу перемогли в одному з турнірів.

## Учасники
| №п/п | Клуб                     | Турнір                                     |
| ---- | ------------------------ | ------------------------------------------ |
| 1    | «Сампдорія»              | Володар Кубка володарів кубків 1989—1990   |
| 2    | «Ювентус»                | Володар Кубка Італії 1989—1990             |
| 3    | «Кайзерслаутерн»         | Володар Кубка ФРН 1989—1990                |
| 4    | «Барселона»              | Володар Кубка Іспанії 1989—1990            |
| 5    | «Монпельє»               | Володар Кубка Франції 1989—1990            |
| 6    | «Льєж»                   | Володар Кубка Бельгії 1989—1990            |
| 7    | «Ештрела»                | Володар Кубка Португалії 1989—1990         |
| 8    | ПСВ Ейндговен            | Володар Кубка Нідерландів 1989—1990        |
| 9    | «Динамо» (Київ)          | Володар Кубка СРСР 1989—1990               |
| 10   | «Абердин»                | Володар Кубка Шотландії 1989—1990          |
| 11   | «Стяуа»                  | Фіналіст Кубка Румунії 1989—1990           |
| 12   | «Аустрія»                | Володар Кубка Австрії 1989—1990            |
| 13   | «ПСВ Шверін»             | Фіналіст Кубка НДР 1989—1990               |
| 14   | «Юргорден»               | Володар Кубка Швеції 1989—1990             |
| 15   | «Люнгбю»                 | Володар Кубка Данії 1989—1990              |
| 16   | «Рексем»                 | Фіналіст Кубка Уельсу 1989—1990            |
| 17   | «Ксамакс»                | Володар Кубка Швейцарії 1989—1990          |
| 18   | «Дукла»                  | Володар Кубка Чехословаччини 1989—1990     |
| 19   | «Легія»                  | Володар Кубка Польщі 1989—1990             |
| 20   | «Олімпіакос»             | Володар Кубка Греції 1989—1990             |
| 21   | «Манчестер Юнайтед»      | Володар Кубка Англії 1989—1990             |
| 22   | «Сливен»                 | Володар Кубка Болгарії 1989—1990           |
| 23   | «Трабзонспор»            | Фіналіст Кубка Туреччини 1989—1990         |
| 24   | «КуПС»                   | Володар Кубка Фінляндії 1989               |
| 25   | «Печ»                    | Володар Кубка Угорщини 1989—1990           |
| 26   | «Фламуртарі»             | Фіналіст Кубка Албанії 1989—1990           |
| 27   | «Вікінг»                 | Володар Кубка Норвегії 1989                |
| 28   | «Неа Саламіна Фамагуста» | Володар Кубка Кіпру 1989—1990              |
| 29   | «Фрам»                   | Володар Кубка Ісландії 1989                |
| 30   | «Гленторан»              | Володар Кубка Північної Ірландії 1989—1990 |
| 31   | «Брей Вондерерз»         | Володар Кубка Ірландії 1989—1990           |
| 32   | «Свіфт»                  | Володар Кубка Люксембургу 1989—1990        |
| 33   | «Сліма Вондерерс»        | Володар Кубка Мальти 1989—1990             |

## Кваліфікаційний раунд
| Команда 1      | Заг. | Команда 2   | 1-й матч | 2-й матч |
| -------------- | ---- | ----------- | -------- | -------- |
| Брей Вондерерс | 1:3  | Трабзонспор | 1:1      | 0:2      |

## Перший раунд
| Команда 1         | Заг.           | Команда 2        | 1-й матч | 2-й матч |
| ----------------- | -------------- | ---------------- | -------- | -------- |
| Неа Саламіна      | 0:5            | Абердин          | 0:2      | 0:3      |
| Легія             | 6:0            | Свіфт            | 3:0      | 3:0      |
| Олімпіакос        | 5:1            | Фламуртарі       | 3:1      | 2:0      |
| Кайзерслаутерн    | 1:2            | Сампдорія        | 1:0      | 0:2      |
| Манчестер Юнайтед | 3:0            | Печ              | 2:0      | 1:0      |
| Рексем            | 1:0            | Люнгбю           | 0:0      | 1:0      |
| Монпельє          | 1:0            | ПСВ Ейндговен    | 1:0      | 0:0      |
| Ґленторан         | 1:6            | Стяуа            | 1:1      | 0:5      |
| Куопіо Паллосеура | 2:6            | Динамо (Київ)    | 2:2      | 0:4      |
| Сліма Вондерерс   | 1:4            | Дукла (Прага)    | 1:2      | 0:2      |
| Фрам              | 4:1            | Юргорден         | 3:0      | 1:1      |
| Трабзонспор       | 3:7            | Барселона        | 1:0      | 2:7      |
| Вікінг            | 0:5            | Льєж             | 0:2      | 0:3      |
| Ештрела           | 2:2 (4:3 пен.) | Ксамакс          | 1:1      | 1:1 (дч) |
| ПСВ Шверін        | 0:2            | Аустрія (Відень) | 0:2      | 0:0      |
| Слівен            | 1:8            | Ювентус          | 0:2      | 1:6      |

## Другий раунд
| Команда 1         | Заг. | Команда 2     | 1-й матч | 2-й матч |
| ----------------- | ---- | ------------- | -------- | -------- |
| Абердин           | 0:1  | Легія         | 0:0      | 0:1      |
| Олімпіакос        | 1:4  | Сампдорія     | 0:1      | 1:3      |
| Манчестер Юнайтед | 5:0  | Рексем        | 3:0      | 2:0      |
| Монпельє          | 8:0  | Стяуа         | 5:0      | 3:0      |
| Динамо (Київ)     | 3:2  | Дукла (Прага) | 1:0      | 2:2      |
| Фрам              | 1:5  | Барселона     | 1:2      | 0:3      |
| Льєж              | 2:1  | Ештрела       | 2:0      | 0:1      |
| Аустрія (Відень)  | 0:8  | Ювентус       | 0:4      | 0:4      |

## Чвертьфінали
| Команда 1         | Заг. | Команда 2 | 1-й матч | 2-й матч |
| ----------------- | ---- | --------- | -------- | -------- |
| Легія             | 3:2  | Сампдорія | 1:0      | 2:2      |
| Манчестер Юнайтед | 3:1  | Монпельє  | 1:1      | 2:0      |
| Динамо (Київ)     | 3:4  | Барселона | 2:3      | 1:1      |
| Льєж              | 1:6  | Ювентус   | 1:3      | 0:3      |

## Півфінали
| Команда 1 | Заг. | Команда 2         | 1-й матч | 2-й матч |
| --------- | ---- | ----------------- | -------- | -------- |
| Легія     | 2:4  | Манчестер Юнайтед | 1:3      | 1:1      |
| Барселона | 3:2  | Ювентус           | 3:1      | 0:1      |

## Фінал
| 15 травня 1991 |

| Манчестер Юнайтед | 2:1      | Барселона |
| ----------------- | -------- | --------- |
| Х'юз 67' 74'      | Протокол | Куман 79' |

| Феєнорд, Роттердам Глядачів: 43 500 Арбітр: Бу Карлссон |

| Володар Кубка володарів кубків 1990—1991 |
| ---------------------------------------- |
| Англія                                   |
| «Манчестер Юнайтед» 1-ий титул           |